# Friedrich Wolfgang Reiz
Friedrich Wolfgang Reiz (Windsheim, 2 settembre 1733 – Lipsia, 2 febbraio 1790) è stato un filologo classico e linguista tedesco, professore presso l'Università di Lipsia.
Fu uno studioso di Plauto. In suo onore venne chiamato il tipo di verso "reiziano", utilizzato nella letteratura greca e latina, fra i suoi allievi si ricorda Johann Gottfried Jakob Hermann.